# Xylionulus epigrus
Xylionulus epigrus är en skalbaggsart som beskrevs av Pierre Lesne 1906. Xylionulus epigrus ingår i släktet Xylionulus och familjen kapuschongbaggar. Inga underarter finns listade i Catalogue of Life.